# Grotteria
Grotteria é uma comuna italiana da região da Calábria, província de Reggio Calabria, com cerca de 3.611 habitantes. Estende-se por uma área de 37 km², tendo uma densidade populacional de 98 hab/km². Faz fronteira com Fabrizia (VV), Galatro, Gioiosa Ionica, Mammola, Marina di Gioiosa Ionica, Martone, San Giovanni di Gerace, Siderno.

## Demografia
| Variação demográfica do município entre 1861 e 2011                               |
|                                                                                   |
| Fonte: Istituto Nazionale di Statistica (ISTAT) - Elaboração gráfica da Wikipedia |